# Arme kleine Sif
Arme kleine Sif ist ein deutsches Stummfilmdrama aus dem Jahre 1927 von Arthur Bergen mit Grete Mosheim in der Titelrolle. An ihrer Seite spielt Paul Wegener die männliche Hauptrolle. Der Film basiert auf dem gleichnamigen Roman von Friedrich Reck-Malleczewen.

## Handlung
Als der Maler Robby, ein Spross aus wohlhabendem Hause, die kleine Sif geheiratet hatte, stieß er damit innerhalb seiner blasierten und hochnäsigen Familie auf großen Widerstand. Da er einen Tag nach der Eheschließung verreisen muss, bittet er seinen älteren Bruder Alex, ein wenig auf das zerbrechliche Mädchen zu achten. Alex aber nutzt die Gelegenheit schamlos aus und vergewaltigt sogleich die halb betrunkene Sif. Dies bemerkt sogleich ihre Haushälterin und setzt die junge Frau als angebliche Ehebrecherin unter Druck. Um die Erpresserin bezahlen zu können, versucht Sif, bei der Pfandleiherin Grandjean ihre Preziosen zu veräußern, muss dabei aber feststellen, dass diese nichts wert sind. Bei dieser Gelegenheit nimmt sie auch eine Perlenkette in die Hand. Die Alte, offensichtlich im Irrglauben, die verarmte junge Frau wolle damit stiften gehen, bedroht sie mit einer Waffe, und es kommt zu einem Handgemenge. Dabei packt Sif die Alte fest am Hals, sodass diese zu Boden sinkt. Madame Grandjean bleibt leblos am Boden liegen. Sif glaubt nun, zur Mörderin geworden zu sein und flieht Hals über Kopf.
Ein bulliger Argentinier findet in der Folgezeit Gefallen an Sif und bietet ihr an, ihm in seine Heimat zu folgen. Doch wieder ist Sif in die Hände eines durch und durch schlechten Menschen geraten, diesmal eines Mädchenhändlers, der sie lediglich missbrauchen will. Sif nimmt ihre letzte Kraft zusammen und versucht, mit Hilfe von dessen Diener diesem neuen Martyrium zu entkommen. Doch sie gerät vom Regen in die Traufe. Sif strandet in einer finsteren Spelunke und, von dort knapp entkommen, bringt sie ein Straßenpolizist in ein Heim für gefallene Mädchen. Doch auch hier wird Sif, unter dem Deckmantel christlicher Nächstenliebe, schrecklicher Misshandlung unterworfen. Endlich findet sie in einem Ordenspriester eine ehrliche Haut, die es wirklich gut mit ihr meint. Sie schifft sich in ihre alte Heimat ein, wo ihr Gatte sehnsüchtig der Heimkehr der verloren geglaubten Braut entgegenfiebert. Sif erfährt auch, dass die alte Grandjean lediglich mit Herzkrämpfen zusammengesackt und mitnichten gestorben war. Nun ist es Robby, der sich liebevoll um seine arme, kleine Sif kümmert, und die beiden jungen Leute können endlich ein gemeinsames Leben voll Glück beginnen.

## Produktionsnotizen
Arme kleine Sif entstand im Juni und Juli 1927 in den Filmstudios von Geiselgasteig bei München. Der Film passierte die Zensur am 17. August 1927 mit der Nummer B.16348 und wurde am 1. September desselben Jahres im Berliner Alhambra-Kino am Kurfürstendamm uraufgeführt. Hans May stellte die Begleitmusik zusammen und dirigierte sie.
Der mit Jugendverbot belegte Sechsakter besaß eine Länge von 2401 Meter. In Österreich lief der Film ab dem 13. April 1928 unter dem Titel Sif, das Weib, das den Mord beging.
Botho Höfer und August Rinaldi entwarfen die Filmbauten.

## Kritiken
Die Neue Freie Presse schrieb: „Alle Martermittel aus der Folterkammer der Seele scheinen in diesem Filmwerk zusammengetragen. Es ist ein Schwelgen in Elend, Schrecken und Grausamkeit. (…) Grete Mosheim bemüht sich, ihre Sif so menschlich als möglich zu gestalten, und erzielt durch ihre schlichte Natürlichkeit die beste Wirkung. Paul Wegener als hochstapelnder Seelenverkäufer wirkt wie immer schon durch die Wucht seiner Erscheinung, verhalten grausam, herrisch, böse, durch die Sparsamkeit seiner äußeren Mittel unheimlich, eindringlich. Alles in allem: Keine erquickliche Sache, aber gut gespielt und spannend.“
Im Kino-Journal hieß es: „Grete Mosheim faßt ihre Rolle in aufrüttelnd packender Weise an und versteht es, uns zu rühren und zu interessieren. Paul Wegener findet reichlich Gelegenheit, das Dämonische seiner Persönlichkeit mit dem Grundgehalt seiner Rolle zu verquicken …“
Im Tagblatt konnte man lesen: „Die Tragödin Grete Mosheim vermittelt uns Sif, in erschütternder und überzeugender Weise. Paul Wegeners gewaltige Kunst hat den argentinischen Mädchenhändler mit scharf umrissener Charakteristik ausgestattet. Das Filmwerk ist spannend und glänzend ausgestattet“.